# 保麗星
保麗星（595 Polyxena）是一颗围绕太阳公转的小行星。1906年3月27日，由奧古斯特·科普夫在海德堡王座山天文台發現。。
該小行星以希腊神话中特洛伊国王普里阿摩斯和皇后赫卡柏最小的女儿波吕克塞娜命名。
这颗小行星的绝对星等为7.9等。

## 相关條目
- 小行星列表/10001-11000

## 外部連結
- Asteroid Lightcurve Database (LCDB) （页面存档备份，存于）, query form (info （页面存档备份，存于）)
- Dictionary of Minor Planet Names, Google books
- Discovery Circumstances: Numbered Minor Planets (10001)-(15000) （页面存档备份，存于） – Minor Planet Center
- 保麗星 at AstDyS-2, Asteroids—Dynamic Site
  - Ephemeris · Observation prediction · Orbital info · Proper elements · Observational info
- NASA JPL小天體瀏覽器上的保麗星

| 前一小行星： 小行星594 | 小行星列表 | 後一小行星： 小行星596 |